# Theobald Fischer

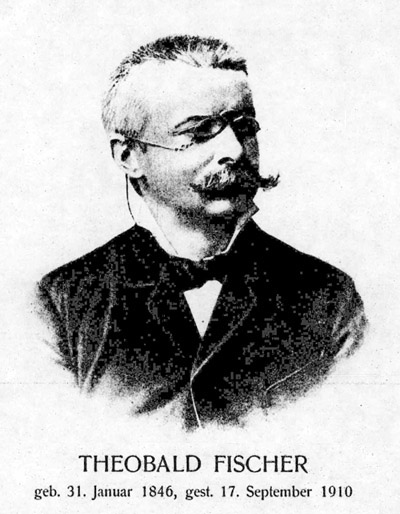
Theobald Fischer

Theobald Fischer (* 31. Januar 1846 in Kirchsteitz bei Zeitz; † 17. September 1910 in Marburg) war ein deutscher Geograph, der sich mit den Ländern des Mittelmeerraums befasste.

## Biografie
Fischer, der Sohn des Gutsbesitzers (und Ortsvorstehers in Kirchsteitz) Johann Gottlob Fischer und dessen Gattin Wilhelmine, geb. Bliedtner, besuchte das Gymnasium in Zeitz und bestand Ostern 1864 die Reifeprüfung. Er studierte zunächst Geschichte und Philosophie in Heidelberg, Halle und Bonn, wo er 1868 in Geschichte promoviert wurde (Quales se praebuerint principes stirpis Wettinicae Rudolpho et Adolpho regibus). Während seines Studiums wurde er Mitglied der Burschenschaft Allemannia Heidelberg und der Burschenschaft Alemannia auf dem Pflug Halle. Er wandte sich dann der Geographie zu, unternahm ab 1868 weite Reisen in Nordafrika und um das Mittelmeer und habilitierte sich 1876 in Bonn (Beiträge zur Physischen Geographie der Mittelmeerländer, besonders Siziliens). Anschließend war er erster deutscher Privatdozent für Geografie. wurde er ordentlicher Professor für Geographie in Kiel und 1883 in Marburg. Es folgten weitere Forschungsreisen im Mittelmeerraum (1886 Tunesien, Sahara, 1888 in Marokko, Algerien, 1899, 1901). 1887 hatte er maßgeblichen Einfluss auf die Gründung der Vereinigung Alter Burschenschafter. 1894/95 war er Rektor der Universität Marburg. Er wurde 1895 Ehrenmitglied der Burschenschaft Arminia Marburg.
Er gilt als einer der Begründer modernen Geographie in Deutschland und der Auffassung des Mittelmeerraums als geographischer Einheit. Als Geograph war er im Wesentlichen Autodidakt, seine Schriften zeigen aber Einflüsse von Carl Ritter, Oscar Peschel, Ferdinand von Richthofen und Friedrich Ratzel.
Er trug auch den Spitznamen Marokko-Fischer und war in der deutschen Kolonialpolitik einflussreich. Er trat für die deutsche Kolonisierung von Marokko ein und gründete dafür 1902 die Marokko-Gesellschaft. Für die Pläne deutscher Kolonien in Nordafrika hielt er seit den 1880er Jahren zahlreiche Vorträge, verstärkt um die Jahrhundertwende. Dem schloss sich der Alldeutsche Verband an und die Bestrebungen führten von 1904 bis 1906 zu Konflikten mit Frankreich und England (Ersten Marokkokrise). Er war Gründungsmitglied des Deutschen Kolonialvereins und Vorsitzender von dessen Zweigstelle Marburg.
Er veröffentlichte auch über Geschichte der Kartographie ab dem Mittelalter und war seit 1907 Mitglied der Accademia dei Lincei. Außerdem wurden ihm die Carl-Ritter-Medaille in Silber (1903) und die Eduard-Rüppell-Medaille verliehen.
Ein Splitternachlass Fischers mit Kartenskizzen und einer Fotosammlung u. a. befindet sich heute im Archiv für Geographie des Leibniz-Instituts für Länderkunde in Leipzig.

## Schriften (Auswahl)
- Studien über das Klima der Mittelmeerländer. In: Petermanns Geographische Mitteilungen, Ergänzungsheft 58, 1879
- Die Dattelpalme. Ihre geographische Verbreitung und culturhistorische Bedeutung. In:  Ergänzungsheft zu Petermanns Mitteilungen, 64, Gotha 1881
- Beiträge zur Geschichte der Erdkunde und der Kartographie in Italien im Mittelalter. 1886
- Sammlung mittelalterlicher Welt- und Seekarten italienischen Ursprungs und aus italienischen Bibliotheken und Archiven. Venedig 1886. Nachdruck Amsterdam: Meridian Publ. 1961
- Länderkunde der südeuropäischen Halbinseln. In: Alfred Kirchhoff (Hrsg.): Unser Wissen von der Erde. Allgemeine Erdkunde und Länderkunde. 3: Länderkunde von Europa, 2. Teil, 2. Hälfte. G. Freytag, Leipzig 1893 (darin: Die südosteuropäische Halbinsel, Die Iberische Halbinsel, Griechenland, Das Halbinselland Italien); archive.org
- Wissenschaftliche Ergebnisse einer Reise im Atlas-Vorlande in Marokko. In: Ergänzungsheft zu Petermanns Mitteilungen, 133, Gotha 1901
- La Peninsola Italiana. Turin 1902
- Der Ölbaum. Seine geographische Verbreitung, seine wirtschaftliche und kulturhistorische Bedeutung. In: Ergänzungsheft zu Petermanns Mitteilungen, 147, Gotha 1904
- Mittelmeerbilder. Gesammelte Abhandlungen zur Kunde der Mittelmeerländer. 2 Bände. Teubner, Leipzig 1906 (archive.org) – Neue Folge 1908 (archive.org)
- Die Seehäfen in Marocco. In: Meereskunde, 2,1, Berlin 1908